# Вонг Карвай
Вонг Карва́й (иер. 王家衛, кант.-рус. Вон Кавай, кит.-рус. Ван Цзявэй; англ. Wong Kar-wai; род. 17 июля 1958[…], Шанхай) — режиссёр гонконгской новой волны, известный своим поэтическим киноязыком, ярко проявленным в таких фильмах, как «Пока не высохнут слёзы» (1988), «Дикие дни» (1990), «Прах времён» (1994), «Чунгкингский экспресс» (1994), «Падшие ангелы» (1995), «Счастливы вместе» (1997), 2046 (2004), «Великий мастер» (2013). Его фильм «Любовное настроение» (2000) получил широкое признание среди мировых критиков.
Фильмы Вонга часто рассказывают о романтиках, ищущих любовь в скоротечности жизни. Их истории показаны через размытые, опьянённые сцены, содержащие насыщенные образы.

## Биография

### Детство, юность и начало карьеры (1958—1989)
Родился 17 июля 1958 года в Шанхае и был младшим из трёх детей в семье. Его отец был моряком, а мать домохозяйкой. К тому времени как Вонгу исполнилось пять лет, Культурная революция начала охватывать весь Китай. Родители Карвая решают переехать в Гонконг, контролируемый в то время Британской империей, но успевают взять с собой только самого Карвая. Остальные дети должны были воссоединиться с семьёй позже, но границы Гонконга с КНР стремительно закрылись и Карвай расстался с ними на 10 лет. В Гонконге семья Вонг поселилась в районе Чимсачёй, где отец Карвая стал менеджером в местном ночном клубе. Карвай, оказавшись в новом городе, чувствовал себя изолированным. Говоря на родном севернокитайском, Карвай старался выучить кантонский и английский язык, но стал свободно на них говорить только в подростковом возрасте.
Пока Карвай рос, его мать часто брала его в кинотеатр на самые различные фильмы. Сам Вонг позже говорил: «Единственное хобби, которое у меня было — это смотреть кино». Во время учёбы в школе Вонг заинтересовался графическим дизайном и получил диплом по этой специальности в Гонконгском политехническом университете в 1980 году. После выпуска Вонга приняли на тренинг в телекомпанию Television Broadcasts Limited, где он изучал СМИ.
После выпуска Вонг начал писать сценарии, сначала для сериалов и мыльных опер, но затем и для полнометражных фильмов. Вонг работал в команде, которая любила смешивать жанры: триллер, комедию, романтический и криминальный фильмы. Вонг был мало заинтересован в этих проектах: позже, киновед Гарри Беттинсон описал их как «иногда забавные, но в общем бесполезные». Тем не менее Вонг продолжал писать сценарии для таких фильмов как Роза (1986). Вонг числится официальным сценаристом для 10 проектов, созданных в 1982—1987 годах, но, по собственному утверждению, написал ещё около пятидесяти неофициально. Самой успешной работой того периода стал сценарий, который Вонг написал с другим гонконгским режиссёром Патриком Тхамом для фильма Последняя победа (1987). За сценарий к этому фильму Вонг стал номинантом на седьмой гонконгской кинопремии.

#### «Пока не высохнут слёзы»
В 1987 году гонконгская киноиндустрия была на пике успеха, процветая и выпуская множество фильмов. Для того, чтобы удержать успех, требовались новые режиссёры. Вонг был приглашен в новую независимую компанию In Gear, где получил возможность снять свою собственную картину. В это время в Гонконге были популярны гангстерские фильмы, наиболее успешным из которых был «Светлое будущее» Джона Ву. Вонг решает последовать моде. Тем не менее, в отличие от других режиссёров работавших в криминальном жанре, Вонг решает снять фильм не о зрелых, а о молодых гангстерах. Фильм, который получил название «Пока не высохнут слёзы», повествует о двух бандитах, один из которых все время попадает в неприятности, а другому приходится его выручать.
Благодаря продюсеру Алану Тангу, с которым Вонг был хорошо знаком, Вонг получил творческую свободу. Проводя кастинг, Вонг выбирал, по его словам, «самых горячих идолов Гонконга»: Энди Лау, Мэгги Чун и Джеки Чун. Фильм, выпущенный в июне 1988 года, вызвал симпатию у зрителей, а также получил хорошие критические оценки. Сам Вонг зарекомендовал себя как режиссёра гонконгской Новой волны. Несмотря на то, что фильм был стандартным для своего жанра, известный киновед Дэвид Бордуэлл позже дал ему следующую характеристику: «Вонг пошел дальше своих современников, выйдя за пределы схематизма комедий и боевиков в угоду более насыщенной, гибкой атмосфере». На момент выхода, фильм не получил отзывов от западных критиков, но был выбран в секцию Director’s Fortnight Каннского кинофестиваля в 1989 году.

### Становление авторского стиля (1990—1994)

#### «Дикие дни»
В своём следующем фильме Вонг решает отойти от съемок криминальных фильмов, которые были ему неинтересны. Вонг хотел сделать что-то более нестандартное, а успех фильма «Пока не высохнут слёзы», дал ему эту возможность Работая над более личным проектом, чем его предыдущий фильм, Вонг выбрал шестидесятые как время действия — время, которое Вонг хорошо помнил и о котором у него осталось много воспоминаний и чувств Дикие дни повествуют о разочаровавшемся в мире юноше. В этом фильме нет четкого последовательного сюжета и ясной жанровой формулы Позже, киновед Стивен Тео назвал основной лейтмотив фильма как «жажду любви» В фильме снова сыграли Энди Лау, Мэгги и Джеки Чун, а главную роль исполнил Лесли Чун Оператором-постановщиком стал австралиец Кристофер Дойл, с которым у Вонга завязалась дружба
Из-за звездного состава ожидалось, что фильм попадет в мейнстрим, но он оказался более концентрированным на своей атмосфере, чем на сюжете Выпущенный в декабре 1990 года, он не смог собрать большую кассу и был неоднозначно воспринят критиками Тем не менее, фильм получил пять наград на гонконгской кинопремии 1991 года, в том числе в номинациях «лучший фильм» и «лучший режиссёр». Кроме того, фильм привлек внимание некоторых международных критиков Благодаря ярко выраженным темам потерянного времени и ушедшей любви, а также выразительной операторской работе, фильм был назван исследователем творчества Вонга — Питером Брюнеттом — «первой настоящей работой Вонга Карвая» Сегодня Дикие дни считаются классикой гонконгского кино. Тем не менее тот провал, который настиг фильм сразу после его выхода, был тяжело воспринят самим Вонгом и он не смог найти средства на его запланированное продолжение

#### «Прах времён»
Пытаясь найти финансовую помощь для своей следующей работы, Вонг, вместе с другим гонконгским продюсером Джеффом Лау, основывает свою собственную компанию — Jet Tone Films Спонсоры предлагают Вонгу снять фильм в жанре Уся, по роману Цзинь Юня Волшебный орел и товарищ рыцарь Вонг с энтузиазмом принял это предложение, так как давно хотел снять костюмированную драму Несмотря на это, из литературного первоисточника он взял немного — только имена трёх персонажей C 1992 года Вонг начинает экспериментировать с различными сюжетными линиями, которые он вложит в свой будущий фильм. Свой эксперимент Вонг называл «Сложно сшитый гобелен» На роли снова были приглашены Мэгги, Джеки и Лесли Чун. К ним присоединись и новые актёры: Бриджит Лин, Карина Лау, Чарли Ян, Тони Люн Ка Фай и Тони Люн Чу Вай, который станет близким другом Вонга
Действие фильма «Прах времён» происходит во времена империи Сун. Фильм рассказывает об убийце-отшельнике, которого нанимают различные персонажи, пока он сам переживает сильную психологическую травму Это был очень тяжелый проект, работа над которым шла два года и потребовала большого бюджета в 47 миллионов гонконгских долларов Когда фильм вышел в сентябре 1994 года, зрителям не понравился запутанный сюжет и вольное обращение с жанром Уся
Киновед Марта П. Ночимсон, назвала этот фильм «самым необычным фильмом о боевых искусствах», так как быстрое и эффектное развитие сюжета заменяется сценами саморефлексии героя, а сама история становится второстепенной по отношению к выразительности цвета, пейзажей и мизансцен Несмотря на то, что коммерчески «Прах времён» провалился, критики оценили попытки Вонга выйти за условности жанра Фильм выиграл несколько местных наград и был отправлен на Венецианский кинофестиваль, где Кристофер Дойл выиграл приз в номинации «лучшая операторская работа» В 2008 году Вонг переработал фильм и выпустил режиссёрскую версию, под английским названием Ashes of Time Redux

### Прорыв (1994—1995)

#### «Чунгкингский экспресс»
Во время длительной работы над «Прахом времён», съёмочная группа устроила двухмесячный перерыв для того, чтобы дождаться необходимой звукозаписывающей аппаратуры Вонг находился в угнетённом состоянии, ощущая сильное давление со стороны спонсоров и волнуясь о том, что его снова настигнет неудача Вонг решает начать новый проект: «Я думал, я должен сделать что-то, что дало бы мне сил снимать фильмы дальше. Поэтому я снял Чунгкингский экспресс так, как я бы сделал студенческую работу» Разработанный и снятый за шесть недель, новый фильм был закончен и выпущен за две недели до выхода Праха времён
«Чунгкингский экспресс» разделён на две новеллы, действие которых происходит в современном Гонконге. Обе новеллы рассказывают о полицейских (Такэси Канэсиро и Тони Люн Чу Вай), которые влюблены в разных девушек (Бриджит Лин и Ван Фэй) Таким образом Вонг хотел провести эксперимент и соединить две перекрещивающиеся истории в одном фильме, при этом работая спонтанно: снимая днём те сцены, которые были прописаны прошедшей ночью Питер Брюнетт отмечает, что несмотря на то, что Чунгкингский экспресс освещает те же драматические темы, что и в других фильмах, он значительно более легок по настроению, чем все предыдущие работы Вонга В 1995 году Чунгкингский экспресс выигрывает в номинации «лучший фильм» на фестивале гонконгской кинопремии, а сам Вонг получает приз как лучший режиссёр Между тем, компания Miramax также заинтересовалась фильмом и начала готовить его для американского проката. По утверждению Брюнетта, в этот момент «Вонга катапультировало в международное признание» Стивен Шнайдер, включил Чунгкингский экспресс в свою книгу 1001 фильм, которые вы должны увидеть, прежде чем умереть, со следующим комментарием: «Пока другие фильмы Вонга насыщенны эмоциональным резонансом, Чунгкингский экспресс наполнен чистой невинностью и свободой — поразительный триумф стиля над фабулой»

#### «Падшие ангелы»
Вонг продолжал работать без остановки, развивая тему «чудиков» современного Гонконга. Чунгкингский экспресс изначально делился на три истории, но из-за нехватки времени из третьей истории пришлось сделать отдельный фильм, получивший название «Падшие ангелы» Несмотря на то, что фильм повествует о других персонажах, Вонг считает, что «Чунгкингский экспресс» и «Падшие ангелы» — это единое «исследование гонконгской жизни». Позже Вонг говорил: «для меня Чунгкингский экспресс и Падшие ангелы — это один фильм, который длится три часа»
Падшие ангелы содержит откровенные сцены насилия и считается криминальным триллером. Тем не менее Вонг и здесь вышел за условности жанра: две отдельные сюжетные линии фильма также переплетаются, а фрагментарные сцены исполнены колоритными и насыщенными образами Действие фильма происходит, в основном, ночью и отражает темную сторону Гонконга. Таким образом Вонг намеренно противопоставляет мрачную реальность Падших ангелов светлой реальности Чунгкинкского экспресса. Вонг говорил об этих фильмах: «Будет справедливым показать обе стороны монеты» На роли в Падших ангелов были приглашены как уже работавшие в предыдущих проектах актеры (Такэси Кэсиро и Чарли Ян), так и новые: Леон Лай, Мишель Рэйс и Карен Мок. После выхода Падших ангелов в сентябре 1995 года, несколько критиков назвали фильм слишком похожим на Чунгкинкский экспресс, а самого Вонга самолюбивым Историки кино Чжан Инцзинь и Сяо Чживэй дали фильму следующую оценку: «Несмотря на то, что фильм не является новаторским как предыдущие работы, он все равно достаточно инновационный, чтобы подтверждать право Вонга оставаться на международной арене» С момента выхода на экраны, фильм Падшие ангелы обрел статус одной из лучших работ Вонга, наряду с Чунгкингским Экспрессом и Любовным настроением.

### Широкое признание (1996—2000)

#### «Счастливы вместе»
Известность Вонга Карвая, которая быстро росла в начале 1990-х годов, окончательно укрепилась в 1997 году, когда вышла его романтическая драма Счастливы вместе Разработка фильма происходила во время передачи Гонконга Великобританией КНР, которая случилась в 1997 году. Ожидалось, что Вонг осветит это событие в своём следующем фильме, но он решает перенести место действия в Аргентину Передача Гонконга вызвала много социальных проблем, в том числе и в связи с ЛГБТ движением. Сочувствуя этим проблемам, в своём новом фильме Вонг решает сосредоточить внимание на отношениях двух мужчин Вонг старался представить подобные отношения как обыденные, так как в фильмах других режиссёров тема ЛГБТ была недостаточно раскрыта
Счастливы вместе рассказывает историю об однополой паре (Тони Люн Чу Вай и Лесли Чун), которая совершает путешествие в Буэнос-Айрес, с целью сохранить свои отношения. Вонг старался изменить свой собственный стиль и уже привычную для него структуру фильмов, чтобы не казаться предсказуемым Стивен Тео, Питер Брюнетт и другой киновед Джереми Тамблинг отмечают значительное отличие Счастливых вместе от предыдущих фильмов Вонга: сюжет стал более линейным, фильм включает только трёх героев, среди которых нет женщин, и, несмотря на то, что операторская работа Кристофера Дойла осталась такой же «цветистой», она стала значительно более сдержанной После трудного периода создания фильма, который растянулся с шести недель до четырёх месяцев, фильм был выпущен в мае 1997 года и сразу был восторженно встречен критиками Фильм был отправлен на Каннский кинофестиваль, где должен был побороться за Золотую пальмовую ветвь. На фестивале Вонг Карвай стал первым гонконгским режиссёром, получившим приз за лучшую режиссуру

#### «Любовное настроение»
В своей монографии 2005 года, Питер Брюнетт отмечает, что фильм Счастливы вместе стал новым этапом в развитии стиля Вонга, а его следующий фильм Любовное настроение закрепил его новаторский успех. По словам Брюнетта, Вонг оказался в «зените своего киноискусства» Фильм Любовное настроение находился в производстве два года: Вонг долго не мог определиться с названием и своими планами на фильм. В итоге Вонг решил, что новый проект станет романтической мелодрамой и будет неофициальным сиквелом Диких дней, а действие снова будет разворачиваться в 60-е. Таким образом Вонг решает вернуться в особый для него период и сконцентрироваться на важной для него теме эмиграции из Шанхая
Действие фильма начинается в 1962 году: Мэгги Чун и Тони Люн Чу Вай играют двух постояльцев, только что въехавших в доходный дом, в соседние комнаты. Позже они замечают, что их супруги им изменяют, а у них самих возникают друг к другу чувства, которые развиваются на протяжении четырех лет. Стивен Тео назвал их отношения образцом «китайской сдержанности и подавленного желания», а Стивен Шнайдер отметил, как «странные отношения» героев обретают «хореографию изящного ритма вальса» и запечатлены в «туманной дымке подглядывающей камеры»
Съёмки фильма продолжались 15 месяцев и сильно измотали съёмочную группу Вонг отснял 30 вариантов фильма и закончил монтаж лишь утром в день премьеры фильма на Каннском фестивале Фильм Любовное настроение получил два приза: Technical Grand Prize и приз за лучшую мужскую роль Тони Люна Любовное настроение был назван Национальным обществом кинокритиков США «лучшим иностранным фильмом». Британская академия кино и телевизионных искусств номинировала фильм в той же категории Вонг говорил: «Любовное настроение — самый сложный фильм в моей карьере на данный момент, но, в то же время — один из самых важных, я очень горд за него» С момента своего выхода, Любовное настроение был включен в различные списки лучших фильмов всех времён

### Выход на международный уровень (2001—2007)

#### 2046
Следующий фильм — 2046 — был задуман раньше «Любовного настроения», но стал его сиквелом, так как его производство заняло в два раза больше времени Название фильма — это отсылка к обещанию КНР распространять политику «Одной страны, двух систем» на Гонконг до 2046 года Как только Любовное настроение был закончен, Вонг используя плёнку, отснятую для 2046 ещё в декабре 1999 года, незамедлительно стал работать с ней, дополняя её новым материалом. Вонг был одержим этим фильмом Тем не менее это был очень тяжелый проект, и, по утверждению Гэри Беттинсона, фильм «превратился в тяжеловесного бегемота»
2046 продолжает историю Чоу Мо-вана — главного героя Любовного настроения, но в новом фильме его характер изменился: он стал гораздо хладнокровнее Вонг не хотел расставаться с этим персонажем, поэтому отправной точкой действия фильма стал 1966 год. Тем не менее Вонг утверждал: «это совершенно другая история, рассказывающая о человеке, который встречает свое будущее через призму своего прошлого» Планы Вонга при производстве фильма были довольно расплывчатыми: по утверждению Стивена Тео, Вонг «поставил новый рекорд в свободомыслии, растягивании времени и импровизации» Фильм снимался в Пекине, Шанхае, Гонконге, Макао и Бангкоке Премьера фильма состоялась на Каннском кинофестивале в 2004 году, но Вонг прислал копию фильма только через 24 часа после премьеры и все равно остался недоволен, продолжая его редактировать вплоть до выпуска в октябре 2046 стал самым дорогим и долгим проектом Вонга на тот момент и коммерчески провалился в Гонконге Тем не менее, множество западных критиков высоко оценили фильм Тай Берр — известный критик, пишущий для журнала The Boston Globe, обозначил фильм как «загадочное, восторженное размышление о любви и памяти», тем временем как критик Стив Эриксон из Los Angeles Magazine назвал фильм шедевром

#### «Эрос» и «Мои черничные ночи»
Перед тем как начать работу над следующим фильмом, Вонг поучаствовал в создании антологии «Эрос», сняв один из трёх короткометражных фильмов. Два других сняли Микеланджело Антониони и Стивен Содерберг. Темой фильма Вонга стала похоть. Фильм получил название Рука: его сюжет разворачивается в 1960-е вокруг проститутки, которую играет Гун Ли, и портного, которого играет Чанг Чен. Антология Эрос не обрела большого успеха у зрителей, но сегмент Вонга называют самым удачным
Устав от тяжёлой работы над 2046, Вонг хотел сделать следующий фильм легким и вдохновляющим Вонг решает сделать фильм англоязычным и снять его в Америке, впоследствии объясняя свой выбор так: «Это новая земля и новая обстановка, которая освежает» После того, как Вонг услышал по радио интервью с певицей Норой Джонс, он незамедлительно решает с ней связаться и предложить ей главную роль Представление Вонга об Америке было составлено из коротких поездок и того, что он видел в фильмах, но, тем не менее, одной из его целей стало аккуратное и правдоподобное отражение американской культуры В итоге сценарий к фильму был не только заранее подготовлен, что нехарактерно для Вонга, но и написан вместе с американским писателем Лоренсом Блоком Фильм, который был назван Мои черничные ночи, рассказывает о девушке из Нью Йорка, которая после того, как она узнаёт, что её парень изменял ей, отправляется в путешествие по Америке, попадая в различные истории. Роли в фильме также исполнили Джуд Лоу, Натали Портман, Рэйчел Вайс и Дэвид Стрэтэйрн.
Съёмки фильма начались в 2006 году, продлились семь недель и проходили на Манхэттене, в Мемфисе, Эли и Лас Вегасе Вонг использовал те же методы, что и при производстве его гонконгских фильмов, и, несмотря на то, что оператором вместо Кристофера Дойла стал Дариус Хонджи, визуально фильм немногим отличается от предыдущих его работ Фильм был представлен в мае 2007 года на Каннском кинофестивале и был номинирован на Золотую пальмовую ветвь Вонг назвал фильм «особым опытом», но критики были разочарованы, указав на «грубую работу с тонким материалом» Так фильм Мои черничные ночи стал первым провалом Вонга с точки зрения критики

### Коммерческий успех (2008 — настоящее время)

#### Великий мастер
Следующий фильм Вонга — «Великий мастер» вышел лишь в 2013 году. Большой перерыв был обусловлен долгой разработкой нового фильма, который должен был стать байопиком о мастере боевых искусств — Ип Мане. Идея этого фильма возникла у Вонга ещё в 1999 году, но к работе над ним Вонг приступил только после завершения Моих черничных ночей Ип Ман — легендарный гонконгский мастер боевых искусств, который обучал Брюса Ли искусству Вин-Чунь. Вонг решает сконцентрироваться на более раннем периоде его жизни (1936—1956), который отражает страшные события Японо-китайской войны и Второй мировой войны По словам Вонга, он хотел сделать «коммерческий и красочный фильм» После тщательной подготовки, съёмки начались в 2009 году Роль Ип Мана исполнил Тони Люн Чу Вай: перед съемками он 18 месяцев обучался искусству Вин-Чунь. Великий мастер стал уже седьмым фильмом Вонга, в котором он принимал участие. Чжан Цзыи исполнила роль Гун Эр — дочери Ип Мана Изнурительное производство продолжалось с несколькими перерывами три года, дважды прерываясь из-за травмы руки Тони Люна. Великий мастер стал самым дорогим фильмом Вонга на сегодняшний день
По словам Беттинсона — «Великий мастер» — микс жанрового и авторского кино Существуют три версии фильма, так как Вонгу пришлось два раза его сокращать: сначала для Берлинского кинофестиваля, затем для американской дистрибуции, которой занималась The Weinstein Company Slant Magazine назвала Великого мастера самым доступным неискушённому зрителю из всех фильмов Вонга Великий мастер выиграл двенадцать призов гонконгской кинопремии, включая приз за лучший фильм и лучшую режиссуру и был номинирован на две премии Оскар за операторскую работу и за лучшую работу художника-постановщика Критики также хорошо приняли картину, а мировой сбор в 64 миллиона долларов сделал её самой прибыльной в карьере Вонга на сегодняшний день

#### Грядущие проекты
В сентябре 2017 года Amazon Video объявила о планах создания телевизионной драмы Tong Wars, режиссёром которой должен стать Вонг Карвай. Сериал будет повествовать об уличных войнах банд Сан-Франциско, которые происходили в XIX веке.
Следующий фильм Вонга должен был называться «Цветение» и основываться на романе Цзинь Юйчэна, который повествует о нескольких историях, произошедших в Шанхае с 1960-х по 2000-е годы. Выход фильма был запланирован на 2025 год. Сам Вонг в интервью для журнала The Independent говорил, что он «чувствует себя только на половине пути». Однако в августе 2020 года стало известно об изменении планов: вместо кинофильма решили снять телевизионный сериал. Съёмки, запланированные на лето 2020 года, были отложены из-за пандемии коронавируса. Вонг стал шоураннером проекта и снял первую серию. Премьера сериала состоялась в декабре 2023 года.

### Личная жизнь
Вонг и его жена Эстер имеют ребёнка по имени Цин Вонг известен своей манерой всё время появляться в солнечных очках. Джеймс Мотрам — сотрудник газеты The Independent отмечает, что эта манера создаёт «чарующее ощущение тайны, которое крутится вокруг режиссёра и его фильмов»

### О написании и произношении
Китайские фамилии более устойчивы, чем личные имена и всегда идут первыми. Поэтому фамилией является Вонг, а именем — Карвай. Устоявшееся русское написание имени режиссёра — Карвай — следует принимать с осторожностью, и звук р в нём читать нежелательно. Это написание возникло из английской транскрипции кантонского произношения его имени (англ. Kar Wai), выполненной на манер британского английского, в котором послегласное r не читается. Звука /р/ в кантонском диалекте китайского языка не существует. Дальнейшее перенесение этой транскрипции в другие языки, включая русский, привело к весьма неадекватным результатам.

## Киноязык Вонга Карвая

### Истоки
Вонг не любит говорить о своих любимых режиссёрах, но утверждает, что посмотрел большое количество фильмов, пока он рос: от гонконгского жанрового кино, до европейского авторского. Влияние на Вонга произвели обе категории фильмов Питер Брюнетт утверждает, что энергия гонконгских фильмов сильно повлияла на стиль Вонга Другие критики и киноведы отмечают, что его авторский стиль напоминает Мартина Скорсезе, Микеланджело Антониони, Альфреда Хичкока и Бернардо Бертолуччи Любимыми современными режиссерами Вонга являются Скорсезе, Кристофер Нолан и Квентин Тарантино Кроме того, Вонга часто сравнивают с режиссёром французской Новой волны Жаном Люком Годаром Сильное влияние на Вонга произвел и гонконгский режиссер Патрик Тхам, который был его наставником и воспитал в Вонге любовь к цвету
Помимо кино на Вонга сильно повлияла литература, особенно латиноамериканская: фрагментарный стиль Вонга был вдохновлен «мозаичными структурами» романов Мануэля Пуига и Хулио Кортасара, которым он пытался подражать Японский писатель Харуки Мураками, в частности его роман «Норвежский лес» и гонконгская писательница Лю Ичан также оказали большое влияние на Вонга Влиятельным на Вонга оказался и канал MTV. Вонг говорил: «в поздних 1980-х, когда канал впервые показали в Гонконге, мы были впечатлены его энергией и фрагментарной структурой. Нам казалось, что мы должны двигаться в этом направлении»

### Методы работы
Вонг имеет очень необычный подход к созданию фильмов, начиная работу без сценария и полагаясь на интуицию и импровизацию больше, чем на заранее подготовленные идеи Сам Вонг утверждал, что не любит писать сценарии и считает, что снимать по ним фильмы «скучно» По словам Вонга, когда он снимает, он «черпает вдохновение из музыки, атмосферы, творческой обстановки и игры актеров» Актёры Вонга получают мало информации о своих героях, самостоятельно дополняя их характеры прямо в процессе съёмок Чтобы уловить естественность и спонтанность, Вонг не разрешает актёрам репетировать и использовать актерские штампы, призывая их импровизировать и помогать друг другу Вонг также не использует раскадровки и не закрепляет камеру в статичном положении, предпочитая экспериментировать в процессе съёмок Актриса Чжан Цзыи вспоминала: «…когда я начала сниматься у Вонг Карвая, у него даже сценария толком не было. Я не знала, о чём фильм, знала только, какая у меня будет роль, и узнавала обо всем постепенно: сегодня то, завтра это. Он давал нам пару листов, написанных от руки, и говорил: ну вот, это тебе на сегодня. И там же, на площадке, я их и читала. Нам не нужно было готовиться. Каждый день такой съемки дышал свежестью» О похожем опыте съёмок вспоминала другая известная актриса Мэгги Чун: «В сущности, мы, актеры, начали практически без ничего: без сценария, без конкретной идеи о том, какую историю будет рассказывать фильм „Любовное настроение“. Роли развивались во время съёмок. Разумеется, прежде чем включить камеру, Вонг Карвай говорил, что от нас требуется, он заставлял нас просматривать материал вместе. А он способен снимать по…20-30 дублей!» В фильмах Вонга количество вариантов только одной сцены могло восходить до сорока, что часто приводило к выходу за пределы сроков и бюджета Несмотря на такой изнурительный метод работы, киноведы Лиза Стоукс и Майкл Хувер отмечают, что съёмочная группа спокойно выдерживает такой график, так как результат их работы для них всегда «непредсказуем и потому очень интересен»
Хотя сам Вонг признаёт, что он стремится самолично контролировать все процессы производства, он годами собирал надежных для себя людей, которые, впоследствии, стали постоянными участниками съёмочной группы. В 2013 году Вонг утверждал следующее: «Всегда хорошо, когда есть какая-то постоянная группа людей, которая знает пределы своих возможностей — это создает комфортные условия работы» Два человека особо значимы в становлении визуального стиля Вонга: художник-постановщик Вильям Чанг и оператор Кристофер Дойл Чанг работал над всеми фильмами Вонга и является его доверенным лицом, ответственным за дизайн и костюмы Дойл был оператором-постановщиком в семи фильмах Вонга — от Диких дней до 2046. Стивен Шнайдер отмечает, что Дойл в значительной мере поспособствовал успеху Вонга, так как его «мастерское использование света и цвета превращает каждый кадр в произведение искусства» Также постоянными коллегами Вонга на съёмочной площадке являются: сценарист-продюсер Джеффри Лау, продюсер Джеки Панг и помощник режиссёра Джонни Конг
В фильмах Вонга часто снимаются одни и те же актёры. Наиболее часто в фильмах Вонга роли играл Тони Люн Чу Вай, который снялся во всех его фильмах за исключением «Пока не высохнут слёзы», «Падших ангелов» и «Моих черничных ночей» Вонг говорил о нем: «я чувствую, что между мной и Тони стоит очень многое. Нам не нужны встречи, разговоры, мы прекрасно понимаем друг друга и без этого» Другими актёрами, которые снимались хотя бы в трёх фильмах Вонга, являются: Мэгги Чун, Чанг Чен, Лесли Чун, Джеки Чун и Карина Лау.

### Авторский стиль Вонга Карвая
Вонг известен своим поэтическим киноязыком, который сосредоточен на выразительности и атмосфере фильмов Стивен Тео сравнил его стиль с «рогом изобилия, который исполнен различными историями, переплетениями, смыслами и волшебством: это калейдоскоп цветов особой проницательности» Структура фильмов Вонга обычно фрагментарна и хаотична и оставляет лишь легкий намек на лежащий в ней нарратив, который часто заключается в нескольких переплетённых между собой сюжетных линиях Многие критики отмечали, что в фильмах Вонга практически нет сюжета Так Тай Берр утверждал следующее: «Вонга волнует не столько построение линейного сюжета, как создание концентрированных колец поэтического и повествовательного смыслов, которые вращаются друг вокруг друга» Питер Брюнетт также отмечает, что Вонг «часто ставит аудио-визуальную выразительность над сюжетом» Сам Вонг утверждал, что используя такой фрагментарный экспрессивный киноязык, он выстраивает «логику повествования» в своих фильмах
Основными элементами стиля Вонга являются четкие насыщенные цвета и замирающая камера. По выражению Брюнетта они создают его «взрывной визуальный почерк» Наиболее частым техническим приёмом, который применяет Вонг в своих фильмах, является накладывание на друг друга одинаковых кадров на разной скорости, что создаёт эффект «расплывчатых цветов», когда яркие цвета размываются в полосы света Также Вонг часто использует: рапидную съёмку; смещённую композицию кадра; нечеткие и затенённые крупные планы; внутрикадровую фокусировку; съёмку в темноте или во время дождя; и эллиптический монтаж Стивен Шнайдер отмечает, что Вонг любит «играть с самим фильмом — его содержанием, картинкой и скоростью, также как другие режиссеры любят играть со своими сценариями»
Другим любимым художественным приёмом Вонга является использование музыки и популярных песен Сам Вонг утверждает, что музыка очень важна для его фильмов Киновед Джорджио Бьянкороссо называет музыку в фильмах Вонга их «сущностью», главным двигателем раскрытия их кинореальности, который ведёт за собой ритм фильма Вонг использует популярные песни различных стран и cantopop, чтобы усилить дух показанной истории или показанного места Киновед Джулиан Стрингер отмечает, что музыка стала «важным элементом в общей эмоциональной и познавательной привлекательности» фильмов Вонга
Насыщенность музыкой и экспрессивный фрагментарный стиль фильмов Вонга часто сравнивается со стилистикой музыкальных клипов Это даёт некоторым критикам повод утверждать, что фильмы Вонга поверхностны и не содержат в себе глубины Тем не менее Питер Брюнетт утверждает, что авторский стиль Вонга «служит раскрытию заложенных в фильм тем и его уникальной эмоциональной атмосферы и не является искусством ради искусства»

### Признание и вклад в развитие кинематографа
Вонг Карвай является значительной фигурой в современном кино и признан одним из самых лучших режиссёров своего поколения Его репутация новатора закрепилась за ним ещё в начале его карьеры: уже в антологии 1996 года Энциклопедия китайского кино, Вонг упоминался как «создавший себе надежную репутацию одного и самых смелых авангардистов» китайского кино Кроме того, составители антологии Чжан Инцзинь и Сяо Чживэй также утверждали, что Вонг «занимает особое место в истории современного кино» и «уже оказал значительное влияние на культуру» С выходом на экраны Счастливых вместе и Любовного настроения международная репутация Вонга значительно укрепилась и, в 2002 году, члены жюри Британского института кино называют Вонга третьим по влиятельности режиссёром последних 25 лет, после Кшиштофа Кесьлёвского и Мартина Скорсезе В 2015 году, американский журнал Variety назвал Вонга иконой артхауса
Вонг считается фундаментальной фигурой в гонконгской киноиндустрии: Джулиан Стрингер называет Вонга «центром ренессанса китайского кино», а Гари Беттинсон «маяком гонконгского кино», который смог оставить его в свете общественного внимания По утверждению британского телеканала Film4 Вонг — наиболее влиятельный китайский режиссёр Историк Филип Кемп отмечает, что Вонг Карвай вместе с другим китайским режиссёром — Чжан Имоу, выводят кино Дальнего востока на интернациональный уровень В самом Китае фильмы Вонга не имеют большого финансового успеха, но сам Вонг постоянно награждается местными ассоциациями С самого начала карьеры за Вонгом стоит репутация гонконгского «enfant terrible», борющегося против окостенелых традиционных укладов Тем не менее фильмы Вонга привлекают не только любителей авторского кино, но часто обретают успех и среди массового зрителя
Джулиан Стрингер и Марта Ночимсон утверждают, что авторский стиль Вонга — один из самых уникальных в киноиндустрии Дальнего востока Уже после выхода своего первого фильма «Пока не высохнут слёзы», Вонг создал новую моду на его авторский «переливчатый» стиль: по утверждению австрийского критика Андреаса Унгербока, она была тут же подхвачена азиатским кино и телевидением По утверждению Питера Брюннета выход второго фильма Вонга — Дикие дни, стал «поворотным моментом в кинематографе Гонконга» Марта Ночимсон утверждает, что фильмы Вонга очень личные: «Вонг разработал свой собственный кинословарь, полный образов, которые соотносятся с его личностью» Стрингер же отмечает, что успех Вонга подтверждает важность быть «другим»
В 2012 году популярный журнал о кино Sight & Sound провел голосование на определение лучших фильмов всех времён. «Любовное настроение» занял 24 место «Чункингский экспресс» и «Дикие дни» попали в топ-250, а «Счастливы вместе» и 2046 оказались в топ-500. Также в списке упоминались «Прах времён» и «Пока не высохнут слёзы» — таким образом только два фильма Вонга, снятых им на тот момент, не вошли в список — «Падшие ангелы» и «Мои черничные ночи» Вонг Карвай повлиял на многих режиссёров, в частности на Квентина Тарантино, Софию Коппола, Ли Мён-Се, Тома Тыквера, Чжан Юаня, Цуй Харка и Барри Дженкинса
24 мая 2018 года получил степень Доктора искусств в Гарвардском университете

### Фильмография и список наград
Фильмография Вонга состоит из: десяти авторских фильмов; 16 фильмов, где он обозначен только как сценарист; и семи фильмов других режиссёров, которые он спродюсировал. Вонг также снимал рекламные ролики, короткометражные фильмы и музыкальные клипы, а также поучаствовал в создании двух антологий. Вонг получал награды и был номинирован на различных фестивалях Азии, Европы, Северной и Южной Америк. В 2006 году Вонг был награждён орденом Почетного легиона в степени кавалера французским правительством. В 2013 году Вонг был награждён орденом Искусств и литературы в степени командора французским министерством культуры. В 2014 году Вонг был награждён на Индийском международном кинофестивале премией «За достижения всей жизни». В 2017 год году стал лауреатом престижной французской кинопремии «Люмьер» «за заметный вклад в развитие мирового кино».

## Фильмография

### Художественные фильмы
- 1987 — «Огненные братья» / Flaming Brothers (сценарист, исполнительный продюсер)
- 1988 — «Пока не высохнут слёзы» / 旺角卡門
- 1991 — «Дикие дни» / 阿飛正傳 (ā fēi zhèng zhuàn)
- 1994 — «Чунгкингский экспресс» / 重慶森林 (Chóngqìng Sēnlín)
- 1994 — «Прах времён» / 東邪西毒 (Dōngxié Xīdú)
- 1995 — «Падшие ангелы» / 墮落天使 (Duo luo tian shi)
- 1997 — «Счастливы вместе» / 春光乍洩 (Chūn guāng zhà xiè) — Приз за лучшую режиссуру (Каннский кинофестиваль)
- 2000 — «Любовное настроение» / 花樣年華 (Huā yàng nián huá)
- 2004 — «2046»
- 2004 — «Эрос» (эпизод «Рука») / Eros (segment The Hand)
- 2007 — «Мои черничные ночи» / My Blueberry Nights
- 2007 — «У каждого своё кино» / Chacun son cinéma — эпизод «Я проехал 9000 километров, чтобы отдать его вам»
- 2008 — «Прах времён» — авторская редакция картины 1994 года, сделанная для адаптации фильма к американскому кинорынку.
- 2013 — «Великий мастер».

### Короткометражные фильмы
- 1996 — «wkw/tk/1996@7′55″hk.net»
- 1999 — «Motorola StarTAC»
- 2001 — «Hua Yang De Nian Hua»
- 2001 — «Слежка»
- 2002 — «Шесть дней» / Six Days — видеоклип для DJ Shadow
- 2007 — Рекламный ролик для Midnight poison fragrance (Dior)

## Комментарии
1. ↑  Сюжет фильма часто сравнивают с сюжетом Злых улиц Мартина Скорсезе. Вонг признавался, что вдохновлялся этим фильмом и позаимствовал характер и историю Джонни (Роберт Де Ниро) для Флая (Джеки Чун). В других персонажах и в общем сюжете и атмосфере фильма также угадывается сильное влияние фильма Скорсезе. Кроме того, Вонг утверждал, что вложил в фильм воспоминания о юношеской дружбе с мелким гангстером
2. ↑  В одном из интервью Вонг объяснил причины выпуска режиссёрской версии и рассказал о возникших трудностях: «Лаборатория, в которой мы хранили все наши негативы, обанкротилась после азиатского финансового кризиса в 1997 году. После срочного извещения мы должны были забрать наши материалы… мы обнаружили, что некоторые из оригинальных негативов и плёнок со звуком были изорваны на куски. Мы решили спасти фильм… Мы потратили несколько лет, чтобы найти утерянный материал… [Вскоре] мы поняли, что о стопроцентном восстановлении фильма не может идти и речи, поэтому мы урезали те части, которые не поддавались восстановлению и заменили их новым материалом. Затем нам потребовалось ещё пять лет, чтобы пройти путь от восстановления фильма до его выпуска»
3. ↑  Киноведы Лиза Строукс и Майкл Хувер считают, что подтекст Счастливых вместе имеет гораздо больше общего с актом передачи Британии Гонконга КНР, чем кажется на первый взгляд. Они утверждают, что отношения главных героев — это метафора отношений Китая и Гонконга. Киновед Джеффри Тэмблинг соглашается с этой теорией. Тем не менее сам Вонг отрицает эту теорию, но утверждает, что название фильма — это выражение надежды, что «мы все можем быть счастливы вместе после 1997 года»
4. ↑  Время действия фильма Любовное настроение происходит спустя два года после Диких дней. Кроме того, в обеих картинах персонажа Мэгги Чун зовут Су Ли-Жэнь
5. ↑  В 1997 году китайское правительство дало обещание, что в течение 50 лет социально-экономическая ситуация в Гонконге останется неизменной и сохранит рыночную экономику. Вонг утверждал следующее: «2046 — последний год исполнения этого обещания, и я подумал, что было бы интересно использовать эти цифры, чтобы снять фильм об обещаниях»
6. ↑  Джонс никогда до этого не играла в фильмах, но это только поспособствовало съёмкам, так как Вонг уже работал с музыкантами, никогда не игравшими в кино. Вонг называл это «очень естественным» опытом. Кроме того, Вонг утверждал: «мне нравится идея, что это её первый фильм и мой первый американский фильм: это ставит нас в равное положение». Вонг настоял на том, чтобы Джонс не брала актерские курсы
7. ↑  Вонг стал заниматься проектом, когда ещё не было других байопиков об Ип Мане, но когда фильм вышел, существовало уже три: Ip Man (2008), Ip Man 2 (2010) и The Legend Is Born: Ip Man (2010)
8. ↑  Вонг был обязан сократить фильм до двух часов для выпуска в США, но утверждал, что, сделал это не для того, чтобы «просто сделать фильм короче, но чтобы рассказать эту же историю иначе». В новой версии материал был переработан, сюжет стал более линейным и сконцентрированным на фигуре Ип Мана. Также в новую версию были добавлены несколько сцен, которые не были включены в версию фильма для Китая. Некоторые критики заявили, что версия для США значительно уступает китайской версии

1. 1 2  Gregersen E. Wong Kar-Wai // Encyclopædia Britannica (англ.)
2. 1 2  Wong Kar-wai // Brockhaus Enzyklopädie (нем.)
3. ↑  Wong Kar-wai Prix Lumière 2017 王家衛 (фр.). Prix Lumière. Дата обращения: 22 декабря 2017. Архивировано из оригинала 25 июня 2017 года.
4. ↑  Bordwell, Kristin Thompson, David. Film History: An Introduction. — (3rd ed.. — New York, NY: McGraw-Hill Higher Education, 2010. — С. 651. — ISBN 978-0-07-338613-3.
5. ↑  Bettinson, Gary. The Sensuous Cinema of Wong Kar-wai: Film Poetics and the Aesthetic of Disturbance. — Hong Kong: Hong Kong University Press, 2014. — С. 2. — ISBN 9888139290.
6. ↑  "Wong Kar-wai – Biography. The New York Times. Архивировано 16 декабря 2019. Дата обращения: 27 мая 2018.
7. ↑  Teo, Stephen. Wong Kar-wai. — London: British Film Institute, 2005. — С. 10. — ISBN 1844570290.
8. 1 2 3 4  Bettinson 2014, с. 2
9. 1 2 3 4 5 6 7 8  Mottram, James. "Wong Kar-Wai interview: the revered film director on returning to his first love - kung fu". The Independent. Архивировано 12 июня 2018. Дата обращения: 27 мая 2018.
10. 1 2 3 4 5 6 7 8  Wong Kar-Wai. Film4. Дата обращения: 27 мая 2018. Архивировано 12 января 2015 года.
11. 1 2  Bettinson 2014, с. 2; Teo 2005, с. 13
12. 1 2 3 4 5 6 7 8 9 10 11 12 13 14 15 16 17 18 19  Ong, Han. Interview with Wong Kar-wai // Bomb Magazine. Архивировано 29 декабря 2014 года.
13. ↑  Brunette, Peter. Wong Kar-wai. — Champaign, IL: University of Illinois Press, 2005. — С. 26. — ISBN 0252095472.
14. ↑  Stokes, Lisa Odham; Hoover, Michael. City on Fire: Hong Kong Cinema. — London: Verso, 1999. — С. 26. — ISBN 1-85984-203-8.
15. 1 2 3 4 5 6 7 8  Bettinson 2014, с. 3
16. ↑  Zui hou sheng li – Awards. Internet Movie Database. Дата обращения: 27 мая 2018. Архивировано 23 июля 2021 года.
17. ↑  Brunette 2005, с. 3
18. ↑  Teo 2005, с. 15
19. ↑  Brunette 2005, с. 5-6
20. 1 2 3 4 5  Brunette 2005, с. 26
21. 1 2 3  Brunette 2005, с. 27
22. 1 2  Teo 2005, с. 34
23. ↑  Teo 2005, с. 44; Brunette 2005, с. 18
24. 1 2  Brunette 2005, с.16
25. 1 2  Teo 2005, с. 44
26. ↑  Teo 2005, с. 35
27. ↑  Brunette 2005, с. 30; Bettinson 2014, с. 4
28. ↑  Bettinson 2014, с. 17-19, 24
29. ↑  Teo 2005, с. 31
30. ↑  Bettinson 2014, с. 4-5
31. 1 2  Teo 2005, с. 65
32. ↑  Teo 2005, с. 69
33. 1 2  Brunette 2005, с. 32
34. ↑  Dissanayake, Wimal. Wong Kar-wai's Ashes of Time. — Hong Kong: Hong Kong University Press, 2003. — ISBN 978-9622095847.
35. ↑  Brunette 2005, с. 33-34
36. ↑  Brunette 2005, с. 40; Dissanayake 2003, с 1
37. ↑  Brunette 2005, с. 31; Dissanayake 2003, с. 1
38. ↑  Nochimson, Martha P. World on Film. — Chichester: John Wiley & Sons, 2010. — С. 341. — ISBN 978-1405139786.
39. 1 2  Dissanayake 2003, с. 1
40. ↑  Ashes of Time – Awards.
41. 1 2  Brunette 2005, с. 46
42. 1 2  Teo 2005, с. 48
43. 1 2  Teo 2005, с. 49
44. ↑  Nochimson 2010, с. 337
45. ↑  Chungking Express – Awards. Internet Movie Database. Дата обращения: 27 мая 2018. Архивировано 7 сентября 2021 года.
46. 1 2  Schneider, Steven Jay. 1001 Movies You Must See Before You Die. — London: Quintessence, 2009. — С. 835. — ISBN 978-1-84403-680-6.
47. ↑  Brunette 2005, с. 58
48. ↑  Biancorosso, Giorgio; Kam, Louie. "Global Music/Local Cinema: Two Wong Kar-wai Pop Compilations" // Hong Kong Culture: Word and Image. — Hong Kong: Hong Kong University Press, 2010. — С. 230. — 229-245 с. — ISBN 9888028413.
49. ↑  Brunette 2005, с. 58, 61; Nochimson 2010, с. 342
50. ↑  Teo 2005, c. 83; Brunette 2005, c. 57, 60, 70
51. ↑  Zhang, Yingjin; Xiao, Zhiwei. Encyclopedia of Chinese Film. — London: Routledge, 1999 [1996]. — С. 368. — ISBN 0415151686.
52. ↑  Stringer, Julian; Tasker, Yvonne. "Wong Kar-wai" // Fifty Contemporary Filmmakers. — London: Routledge, 2002. — С. 400. — 395–402 с. — ISBN 041518973X.
53. ↑  Stokes, Lisa Odham; Hoover, Michael. City on Fire: Hong Kong Cinema. — London: Verso, 1999. — С. 269—270. — ISBN 1844570290.
54. ↑  Brunette 2005, с. 76
55. ↑  Тео 2005, с. 99
56. ↑  Khoi Lebinh; Eng, David. Wong Kar-wai Exclusive Interview. Asia Studios. Архивировано из оригинала 29 декабря 2007 года.
57. ↑  Tambling, Jeremy. Wong Kar-wai's Happy Together. — Hong Kong: Hong Kong University Press, 2003. — С. 4. — ISBN 9789622095885.
58. ↑  Teo 2005, с. 98; Brunette 2005, с. 70-71
59. ↑  Stokes & Hoover 1999, с. 268, 270; Stringer 2002, с. 399—400
60. ↑  Tambling 2003, с. 5
61. ↑  Brunette 2005, с. 27, 70
62. ↑  Teo 2005, с. 128
63. 1 2 3  Teo 2005, с. 115
64. ↑  Brunette 2005, с. 86
65. ↑  Kaufman, Anthony. Interview: The "Mood" of Wong Kar-wai; the Asian Master Does it Again. Indiewire. Дата обращения: 27 мая 2018. Архивировано 4 марта 2016 года.
66. ↑  Teo 2005, c. 118—119
67. ↑  Schneider 2009, с. 893
68. ↑  Brunette 2005, с. 87
69. ↑  Brunette 2005, с. 27, 93
70. ↑  In The Mood For Love. Festival de Cannes. Дата обращения: 27 мая 2018. Архивировано 19 октября 2015 года.
71. ↑  In the Mood For Love. Internet Moview Database. Дата обращения: 27 мая 2018. Архивировано 11 июля 2016 года.
72. ↑  Brunette 2005, с. 101
73. ↑  Christie, Ian. The Top 50 Greatest Films of All Time. Sight & Sound. British Film Institute. Дата обращения: 27 мая 2018. Архивировано 1 марта 2017 года.
74. ↑  Frater, Patrick. Busan Festival Proposes Ranking of Best-Ever Asian Films. Variety. Дата обращения: 27 мая 2018. Архивировано 25 сентября 2015 года.
75. 1 2  Teo 2005, с. 114
76. 1 2  Salisbury, Mark. "2046". London Net. Дата обращения: 27 мая 2018. Архивировано 11 сентября 2015 года.
77. 1 2 3 4  Bettinson 2014, с. 1
78. ↑  Nochimson 2010, с. 348
79. ↑  Brunette 2005, с. 102, 105; Teo 2005, с. 135
80. ↑  Teo 2005, с. 134
81. ↑  Bettinson 2014, с. 1; Teo 2005, с. 135
82. ↑  Teo 2005, с. 136
83. ↑  Teo 2005, с. 153
84. ↑  2046. Rotten Tomatoes. Дата обращения: 27 мая 2018. Архивировано 2 декабря 2010 года.
85. 1 2  Burr, Ty. Wong's '2046' is a mind-altering cocktail, perfectly blended. The Boston Globe. Архивировано 5 марта 2016. Дата обращения: 27 мая 2018.
86. ↑  Erikson, Steve. Love and desire: with 2046, Wong Kar-wai c. Los Angeles Magazine. Дата обращения: 27 мая 2018. Архивировано из оригинала 22 февраля 2016 года.
87. ↑  Eros (2004). Rotten Tomatoes. Дата обращения: 27 мая 2018. Архивировано 24 сентября 2015 года.
88. 1 2 3 4  Nochimson 2010, с. 349
89. 1 2 3 4 5  Kung, Michelle. Road movie sends director down new path ; Wong Kar Wai makes his first English-language film. The Boston Globe. Дата обращения: 27 мая 2018. Архивировано из оригинала 6 мая 2016 года.
90. ↑  Guerrasio, Jason. Cannes '07: Wong Kar-wai on My Blueberry Nights. Filmmaker. Архивировано 30 сентября 2015. Дата обращения: 27 мая 2018.
91. 1 2  "Wong Kar-wai exclusive My Blueberry Nights interview". The Diva Review. 1 апреля 2008. Архивировано 4 марта 2016. Дата обращения: 27 мая 2018.
92. ↑  Biancorosso 2010, с. 349
93. ↑  Khoo, Olivia; Metzger, Sean. Futures of Chinese Cinema: Technologies and Temporalities in Chinese Screen Cultures. — Chicago: Intellect Books, 2009. — С. 23. — ISBN 9781841502748.
94. ↑  Wong Kar-wai. Festival de Cannes. Дата обращения: 27 мая 2018. Архивировано из оригинала 5 октября 2015 года.
95. ↑  My Blueberry Nights (2007). Rotten Tomatoes. Дата обращения: 27 мая 2018. Архивировано 29 ноября 2017 года.
96. ↑  Kar-wai Wong. Rotten Tomatoes. Дата обращения: 27 мая 2018. Архивировано 8 марта 2016 года.
97. ↑  Bettinson 2014, с. 127
98. ↑  Taylor, Drew. Interview: Wong Kar-Wai Talks Kung Fu, The Different 'The Grandmaster' Cuts & His Favorite Directors. IndieWire (14 декабря 2013). Дата обращения: 27 мая 2018. Архивировано из оригинала 21 июля 2015 года.
99. 1 2 3 4  Patten, Dominic. Wong Kar Wai On China's Growth, Kung Fu, Oscar Contenders & Bruce Lee. Deadline (22 августа 2013). Дата обращения: 27 мая 2018. Архивировано 5 июля 2018 года.
100. 1 2 3 4  Feinberg, Scott. Wong Kar-wai, Master of Hong Kong Cinema, on His Journey to 'The Grandmaster'. The Hollywood Reporter (24 августа 2013). Дата обращения: 27 мая 2018. Архивировано 28 мая 2018 года.
101. ↑  Bettinson 2014, с. 128, 130
102. ↑  Mulligan, Jake (15 августа 2013). Interview: Wong Kar-wai. Slant Magazine. Архивировано 28 мая 2018. Дата обращения: 27 мая 2018.
103. ↑  Chu, Karen. Hong Kong Film Awards: 'The Grandmaster' Nabs 12 Wins. The Hollywood Reporter (13 апреля 2014). Дата обращения: 27 мая 2018. Архивировано 28 мая 2018 года.
104. ↑  86th Academy Awards 2014. Academy Awards. Дата обращения: 27 мая 2018. Архивировано 17 апреля 2018 года.
105. ↑  The Grandmaster (2013). Rotten Tomatoes. Дата обращения: 27 мая 2018. Архивировано 30 ноября 2017 года.
106. ↑  The Grandmaster. Box Office Mojo. Дата обращения: 27 мая 2018. Архивировано 22 июня 2018 года.
107. ↑  Amazon Orders Fred Armisen-Maya Rudolph Comedy, Wong Kar-wai Drama, 3 Other Projects (EXCLUSIVE). Variety (8 сентября 2017). Дата обращения: 27 мая 2018. Архивировано 29 декабря 2017 года.
108. ↑  Davis, Edward. Wong Kar Wai Announces Next Project, Jim Jarmusch & ‘Zombieland’ Writers Land New Gigs. IndieWire (17 февраля 2015). Дата обращения: 27 мая 2018. Архивировано из оригинала 8 декабря 2015 года.
109. ↑  Вонг Кар-Вай займется первым в своей жизни сериалом. Дата обращения: 4 августа 2020. Архивировано 25 сентября 2020 года.
110. ↑  Brunette 2005, с. 28
111. ↑  Biancorosso 2010, с. 229
112. ↑  Interview: Wong Kar-Wai Talks Kung Fu, The Different 'The Grandmaster' Cuts & His Favorite Directors. The Playlist. 22 августа 2013. Архивировано 26 августа 2013. Дата обращения: 27 мая 2018.
113. ↑  Brunette 2005, с. 26; Teo 2005, с. 88
114. ↑  Teo 2005, с. 13; Brunette 2005, с. 6
115. ↑  Teo 2005, с. 41, 51; Biancorosso 2010, с. 229
116. ↑  Bettinson 2014, с. 1; Teo 2005, с. 160
117. 1 2 3  Stokes & Hoover 1999, с. 270
118. ↑  Walters, Mark. Tony Leung talks about 2046. Big Fan Boy. Дата обращения: 27 мая 2018. Архивировано 4 марта 2016 года.
119. ↑  Чжан Цзы И: «По небу ходить не каждый сможет». Газета.ру (20 января 2005). Дата обращения: 15 февраля 2013. Архивировано 26 февраля 2013 года.
120. ↑  Мэгги Чун — азиатская икона Архивная копия от 1 сентября 2011 на Wayback Machine
121. ↑  Teo 2005, с. 159
122. ↑  Bettinson 2014, с. 4
123. ↑  Schneider 2009, с. 865
124. ↑  Martin, Daniel; Leung, Wing-fai; Willis, Andy. "Body of Action, Face of Authenticity: Symbolic Stars in the Transnational Marketing and Reception of East Asian Cinema" // East Asian Film Stars. — New York: Palgrave Macmillan, 2014. — С. 22—23. — 19–34 с. — ISBN 1137029188.
125. ↑  Stokes & Hoover 1999, с. 10; Khoo & Metzger 2009, с. 16; Brunette 2005, с. 16
126. ↑  Teo 2005, с. 160
127. ↑  Cui, Mengyang. The Cinema of Wong Kar Wai: Chinese and Western Culture Differences in Narrative Cinemas. — Boca Raton: Universal Publishers, 2007. — С. 9. — ISBN 9781581123807.
128. ↑  Nochimson 2010, с. 340; Teo 2005, с. 78; Dissanayake 2003, с. 42
129. ↑  Brunette 2005, с. 15
130. ↑  Brunette 2005, с. 29; Teo 2005, с. 115
131. ↑  Brunette 2005, с. 72
132. ↑  Brunette 2005, с. 54
133. ↑  Brunette 2005, с. 13; Khoo & Metzger 2009, с. 23
134. ↑  Nochimson 2010, с. 349; Khoo & Metzger 2009, с. 23
135. ↑  Teo 2005, с. 125; Brunette 2005, с. 62
136. ↑  Nochimson 2010, с. 349; Bettinson 2014, с. 70
137. ↑  Khoo & Metzger 2009, с. 23
138. ↑  Teo 2005, с. 125
139. ↑  Bettinson 2014, с. 27
140. ↑  Biancorosso 2010, с. 230, 241
141. ↑  Stringer 2002, с. 397—398; Brunette 2005, с. 27
142. ↑  Stringer 2002, с. 398
143. ↑  Bettinson 2014, с. 29; Kemp 2011, с. 499
144. ↑  Brunette 2005, c. 16
145. ↑  Bettinson 2014, с. 1; Martin 2014, с. 22
146. ↑  Zhang & Xiao 1999, с. 367
147. ↑  Zhang & Xiao 1999, с. 367—368
148. ↑  Stringer 2002, с. 400; Brunette 2005, с. 27
149. ↑  Modern Times. British Film Institute. Дата обращения: 27 мая 2018. Архивировано из оригинала 13 октября 2018 года.
150. ↑  Frater, Patrick (11 января 2015). Wong Kar-wai to Produce First Movie for Alibaba Pictures. Variety. Архивировано 3 октября 2015. Дата обращения: 27 мая 2018.
151. ↑  Stringer 2002, с. 39
152. ↑  Kemp 2011, с. 499
153. ↑  Teo 2005, с. 82; Schneider 2009, с. 835
154. ↑  Stringer 2002, с. 395; Cui 2007, с. 6
155. ↑  Stringer 2002, с. 397; Nochimson 2010, с. 349
156. ↑  Brunette 2005, с. 6
157. ↑  Stringer 2002, с. 397
158. ↑  Critics’ Top 250 Films. Sight & Sound. Дата обращения: 27 мая 2018. Архивировано из оригинала 26 октября 2013 года.
159. ↑  The Greatest Films Poll: All Films. Sight & Sound. British Film Institute. Дата обращения: 27 мая 2018. Архивировано из оригинала 17 января 2016 года.
160. ↑  Teo 2005, с. 163
161. ↑  Under The Influence. Criterion. Дата обращения: 27 мая 2018. Архивировано 3 марта 2017 года.
162. ↑  Harvard awards seven honorary degrees — Harvard Gazette. Дата обращения: 27 мая 2018. Архивировано 17 августа 2019 года.
163. ↑  Archives (фр.). Festival Lumière. Дата обращения: 20 июля 2020. Архивировано 1 июня 2021 года.